# 轉診

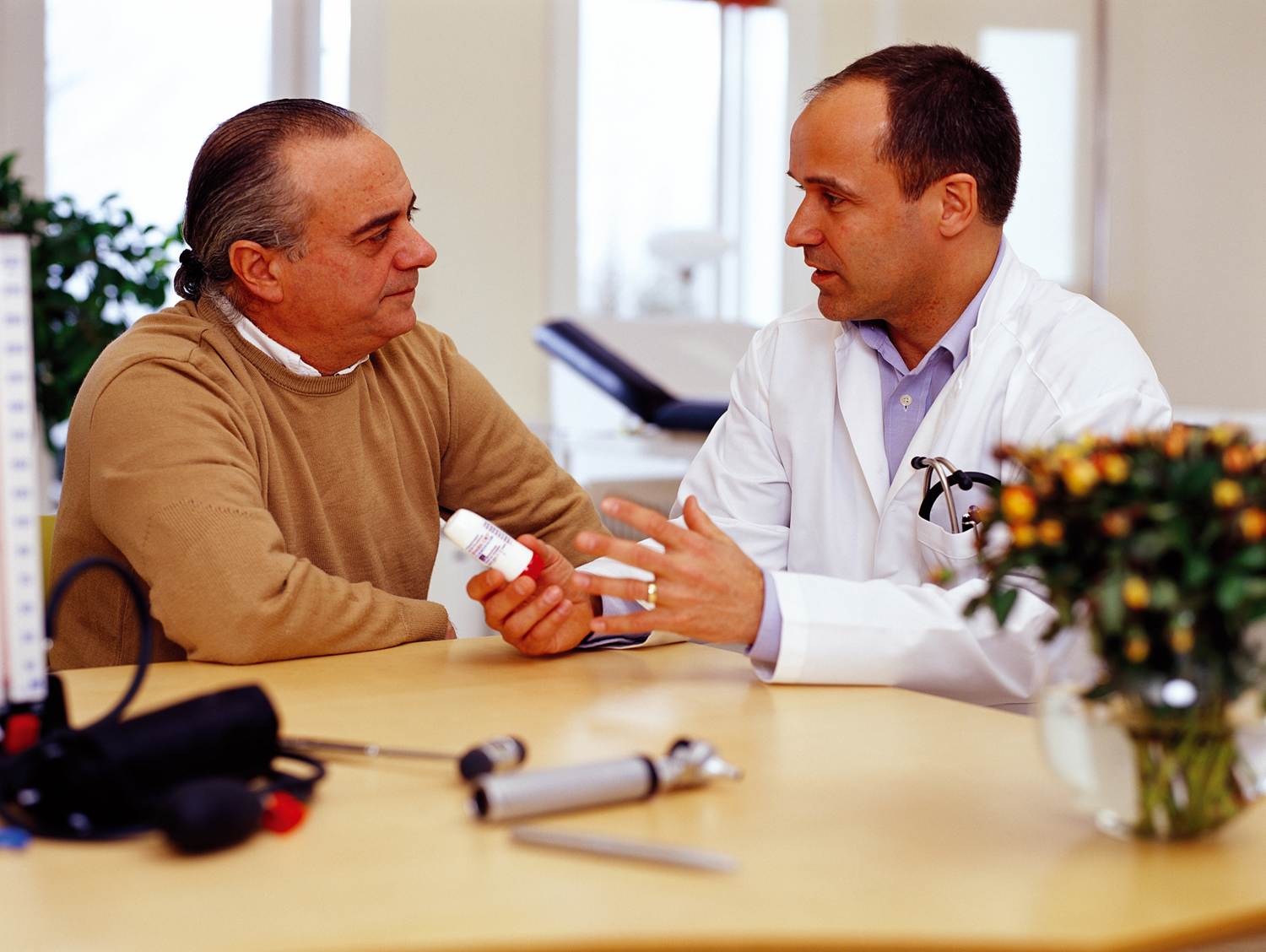
病患可以請求轉介到其他醫療機構

轉診（英語：referral）是將診所或臨床醫生的病患轉送到其他醫療機構。
像初級照護機構或二級照護機構（有急症護理的機構）的病患可能會依其病況需要，送到三級照護機構。這也可以避免病患集中在大型醫院，造成醫療資源的不平均。也有些三級照護機構會針對由初級照護或二級照護機構轉診而來的病患，給予費用的減免。
轉診是涉及多個醫療機構之間的互動，因此各國會有訂定其轉診制度，若各醫療機構之間的互動不順暢，可能會造成重症轉診病患卡在多個醫療院所之間的「醫療人球」問題。